# Delray Beach International Tennis Championships 2006
Il Delray Beach International Tennis Championships 2006 è stato un torneo di tennis giocato sul cemento.
È stata la 14ª edizione del Delray Beach International Tennis Championships, che fa parte della categoria International Series nell'ambito dell'ATP Tour 2006.
Si è giocato al Delray Beach Tennis Center di Delray Beach in Florida, dal 30 gennaio al 6 febbraio 2006.

## Campioni

### Singolare
Tommy Haas ha battuto in finale  Xavier Malisse con il punteggio di 6–3, 3–6, 7–6(5).

### Doppio
Mark Knowles /  Daniel Nestor hanno battuto in finale  Chris Haggard /  Wesley Moodie con il punteggio di 6–2, 6–3.